# Distrito de Tsaratanana
Tsaratanana es un distrito de la región de Betsiboka, en la isla de Madagascar, con una población estimada en julio de 2014 de 125 134 habitantes.
Se encuentra ubicado en el centro-norte de la isla, cerca de la Reserva Kasijy.